# Katekyō Hitman Reborn!
Katekyō Hitman Reborn! (家庭教師ヒットマンREBORN!, Katekyō Hittoman Ribōn!) é uma série de mangá escrita e ilustrada por Akira Amano. O mangá conta a história de um menino chamado Tsunayoshi Sawada, que descobre que ele é o herdeiro para se tornar chefe da família Vongola, uma poderosa organização da Máfia. O assassino mais poderoso dos Vongolas, uma criança com uma arma chamado Reborn, é enviado para ensinar a Tsuna como ser o chefe da organização.
Os capítulos do mangá foram serializados na revista semanal Weekly Shōnen Jump entre maio de 2004 a novembro de 2012 e foram compilados e publicados em 42 volumes tankōbon pela editora Shueisha. A editora Panini Comics licenciou e publicou o mangá no Brasil entre 2013 e 2017. Uma adaptação do mangá em uma série de anime por Artland foi exibido na TV Tokyo de 7 de outubro de 2006 a 25 de setembro de 2010. Uma série de jogos eletrônicos, light novels e outros produtos também foram criados baseados na série de mangá.
Katekyō Hitman Reborn! é um dos mangás mais vendidos da Weekly Shōnen Jump, com vários volumes de seus volumes tendo aparecido na lista dos mangás mais vendidos no Japão. Os críticos elogiaram seu humor, enredo, lutas e o design dos personagens infantis. No entanto, eles disseram que o mangá ficou mais violento após o volume oito, tornando-se uma típica série shonen.

## Enredo
Em Katekyō Hitman Reborn um menino, Tsunayoshi "Tsuna" Sawada, é escolhido para se tornar o décimo chefe da Família Vongola, como ele é o tatara-tatara-tatara-neto do primeiro chefe Vongola que se mudou para o Japão da Itália. Timoteo, o Vongola IX - o atual chefe da família -, envia Reborn, uma criança assassina da Itália, para treinar o relutante Tsuna. O método de ensino principal de Reborn é o "Dying Will Bullet" (死ぬ気弾, Shinukidan), que faz com que uma pessoa seja "renascida" mais forte para executar seu último desejo. O desajeitado Tsuna torna-se mais forte, mais confiante e disposto, tornando-se um chefe apropriado da família Vongola, apesar de sua relutância contínua. Ele faz vários amigos, incluindo Kyoko Sasagawa.

## Mídias

### Mangá
Os capítulos de Katekyō Hitman Reborn! foram escritos e ilustrados por Akira Amano e serializados na revista Weekly Shōnen Jump em 4 de maio de 2004 a 12 de novembro de 2012, com os capítulos individuais compilados e publicados pela editora Shueisha de 4 de outubro de 2004 a 4 de março de 2013, tendo um total de 42 volumes tankōbon. No Brasil, a série foi licenciada e publicada pela editora Panini Comics.
Um mangá spin-off intitulado Vongola GP Kuru! (ボンゴレGP来る!, Bongore GP Kuru!) criado por Toshinori Takayama foi serializado na revista Saikyō Jump da editora Shueisha de dezembro de 2010 a novembro de 2012. Ele foi compilado em três volumes que foram lançados em 2012 nos dias 4 de junho, 4 de setembro e 4 de dezembro, respectivamente.

### Anime
A série foi adaptada em uma série de anime de 203 episódios, produzida pela Artland e dirigida por Kenichi Imaizumi, que foi ao ar de 7 de outubro de 2006 a 25 de setembro de 2010 na TV Tokyo. No Japão, a série foi lançada em vários volumes de DVD pela Marvelous Entertainment entre 26 de janeiro de 2007 e 29 de abril de 2011. Cinco coletâneas de DVD foram lançados entre 17 de junho de 2009 e 21 de março de 2012 pela Marvelous Entertainment no Japão.
Um OVA foi produzido pela mesma equipe que produziu o anime e foi lançado em outubro de 2009 na Jump Festa. Ele foi lançado pela Pony Canyon em DVD em 21 de julho de 2010 sob o título Katekyo Hitman Reborn! Jump Super Anime Tour 2009: Vongola Shiki Shūgaku Ryokō, Kuru! The Complete Memory (家庭教師ヒットマンREBORN! ジャンプスーパーアニメツアー2009 ボンゴレ式修学旅行、来る! THE COMPLETE MEMORY). A versão em DVD incluiu uma curta versão que foi mostrada no evento e uma edição completa com novas cenas.

### CDs
Todas as músicas de Katekyō Hitman Reborn foram compostas por Toshihiko Sahashi, com cada música-tema lançado como um single, álbum ou image song. Quatro CDs da trilhas sonora de Katekyō Hitman Reborn foram lançadas pela Pony Canyon no Japão; o primeiro CD foi lançado em 20 de dezembro de 2006 e o segundo em 18 de abril de 2007. O terceiro e o quarto CD foram lançados em 20 de agosto de 2008 e em 15 de setembro de 2010, respectivamente. A maioria dos dubladores japoneses da série gravaram canções para Katekyo Hitman Reborn! Character Soshutsuen Album Vongola Family Sotojo - Shinukidekatare! Soshiteutae!, e a Pony Canyon lançou três volumes em CD das músicas-tema de abertura e encerramento da série de anime.